# Handels- och industriministeriet
Handels- och industriministeriet var ett ministerium i Finland som indrogs vid ingången av 2008 då nämnda ministerium, arbetsministeriet och delar av inrikesministeriet bildade det nya arbets- och näringsministeriet. 
Handels- och industriministeriet hade sitt ursprung i den 1888 inrättade handels- och industriexpeditionen i senatens ekonomiedepartement. Handels- och industriexpeditionen ombildades efter Finlands självständighetsförklaring till ett ministerium. Detta handhade ärenden som gällde näringspolitiken, energipolitiken, teknologipolitiken och teknisk säkerhet, marknadens funktion och främjande av konkurrens, konsumentpolitik och livsmedelsärenden, import- och exportpolitiken, tillträde till marknaden och företagens internationalisering samt statsbolagens allmänna ägarpolitik. Under ministeriet, som före sammanslagningen var uppdelad på en näringsavdelning, en energiavdelning, en marknadsavdelning, en teknologiavdelning och en enhet för statens ägarpolitik, lydde Konsumentverket, Konsumentforskningscentralen, Konkurrensverket, Konsumentklagonämnden, Patent- och registerstyrelsen, Statens tekniska forskningscentral, Teknologiska utvecklingscentralen, Geologiska forskningscentralen, Försörjningsberedskapscentralen, Mätteknikcentralen, Säkerhetsteknikcentralen, Energimarknadsverket, Centralen för turistfrämjande, arbets- och näringscentralerna och Konkurrensrådet. Samtliga nämnda enheter övergick i mer eller mindre omvandlade former till arbets- och näringsministeriets förvaltningsområde.